# Pansarbil fm/29
Pansarbil fm/29 var en pansarbil, framtagen som försöksmodell och i bruk inom svenska försvaret från 1930 till 1945.

## Historia
De tre pansarbilarna av modell 1925 och 1926 som tidigare fanns inom försvaret hade tagits fram som provisoriska lösningar och slets hårt under det att de användes i olika övningar. När försvaret i 27 juni 1927 beviljades anslag för utökade försök med pansarbilar var tanken att ta fram en "riktig" pansarbil. Man vände sig först till olika utländska tillverkare för att köpa en pansarbil där, men kunde inte hitta någon som var lämplig för de svenska kraven, och beslutade därför att utveckla en svensk pansarbil i stället. Den nya pansarbilen skulle till skillnad från de tidigare ha viss terrängframkomlighet. Artilleridepartementets konstruktionsavdelning vid Kungliga arméförvaltningen fick i uppdrag att rita ett pansarbilschassi och i juli 1930 var ritningen klar. Uppgiften att tillverka chassit gick till AB Landsverk och i slutet av juni 1931 var det klart. Samtidigt fortsatte artilleridepartementets konstruktionsavdelning tagit fram en ritning även på en pansrad överbyggnad och uppdraget att framställa denna gick till AB Bofors. Sommaren 1931 sammanmonterades chassi och överbyggnad vid Tygstationen i Stockholm och pansarbilen färdigställdes vid Oskarshamns varv i februari 1932. Den placerades vid Livgardet till häst. Pansarbilen fick hos Landsverk beteckningen L-170 men kom att få smeknamnet "Paddan" på grund av sitt utseende. Konstruktionen var mycket avancerad, fordonet hade fyrhjulsdrift och styrning på alla fyra hjulen. Därtill var det försett med två rattar, en i vardera änden och kunde ställas om till att köras åt båda håll. Pansarbilen hade ett extra hjulpar placerat högre än de övriga mellan fram- och bakaxeln. främst avsett att hjälpa till vid terrängkörning och hindra att pansarbilen blev hängande på karossen. Pansarbilen var beväpnad med en 37 mm kanon m/1898 i fronten och därtill två kulsprutor m/14-29, en i tornet och en i bakpansaret riktad bakåt.
Pansarbil fm/29 visade sig dock redan under produktionen att bli för dyr för att Sverige skulle ha råd att producera fler exemplar. Ganska snart blev också konstruktionen med en så stor och tung pansarbil. Den kom dock att användas under ett flertal år och från 1940 blev den använd som körskolebil vid K 1 för förare av Pansarbil m/39 och pansarbil m/40. Pansarbil fm/29 finns idag bevarad på Försvarsfordonsmuseet Arsenalen.